# Vilhelmina
Vilhelmina (südsamisch: Vualtjere) ist ein Ort (tätort) in der schwedischen Provinz Västerbottens län und der historischen Provinz Lappland. Vilhelmina liegt am Fluss Ångermanälven und ist Hauptort der gleichnamigen Gemeinde.

## Geschichte
Der Bäsksjöfund (schwedisch Bäsksjöfyndet) wurde 1931 auf der Westseite des Bäsksjön (See) nordöstlich von Vilhelmina gefunden.
Bis zum Jahr 1799 hieß der Ort Volgsjö, dann wurde er nach der schwedischen Königin Friederike Dorothea Wilhelmine von Baden, der Frau des Königs Gustav IV. Adolf, benannt. Nach ihr wurden – in der schwedischen Form der Vornamen – auch die in der Region gelegenen Orte Dorotea und Fredrika benannt.
Die Stadt erhielt 1917 und 1947 verschiedene Stufen des Stadtrechts. 1921 wurden viele der damals 75 Holzhäuser der Stadt durch ein Feuer zerstört. Heute sind noch rund 20 Häuser aus dieser Zeit zu sehen.
Seit dem 16. Februar 1918 gibt es eine Bahnverbindung nach Östersund durch die Inlandsbahn.

## Persönlichkeiten
- Nils Mattias Andersson (1882–1974), schwedisch-samischer Rentierhalter und Joiker
- Jan Sandström (* 1954), Musiker, Komponist und Musikpädagoge
- Kristina Hugosson (* 1963), Skilangläuferin
- Vanessa Kamga (* 1998), Diskuswerferin

## Galerie

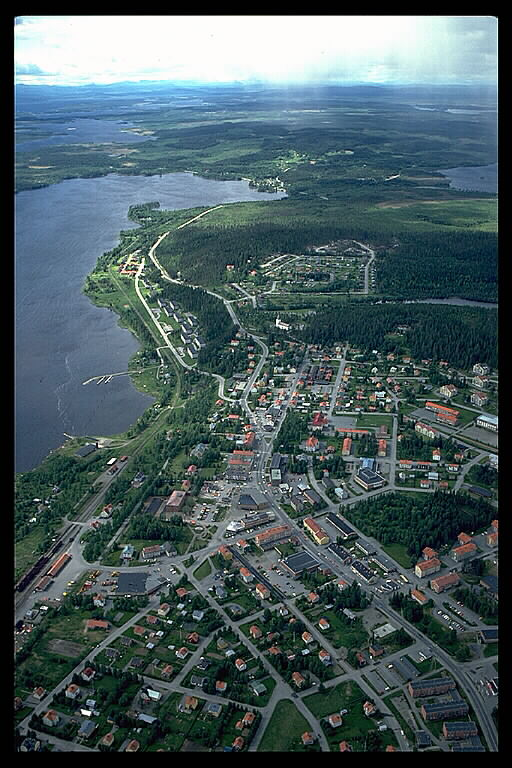
Luftaufnahme (1970er-Jahre)
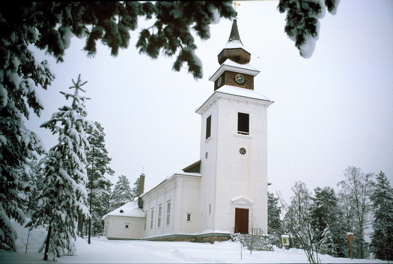
Kirche in Vilhelmina
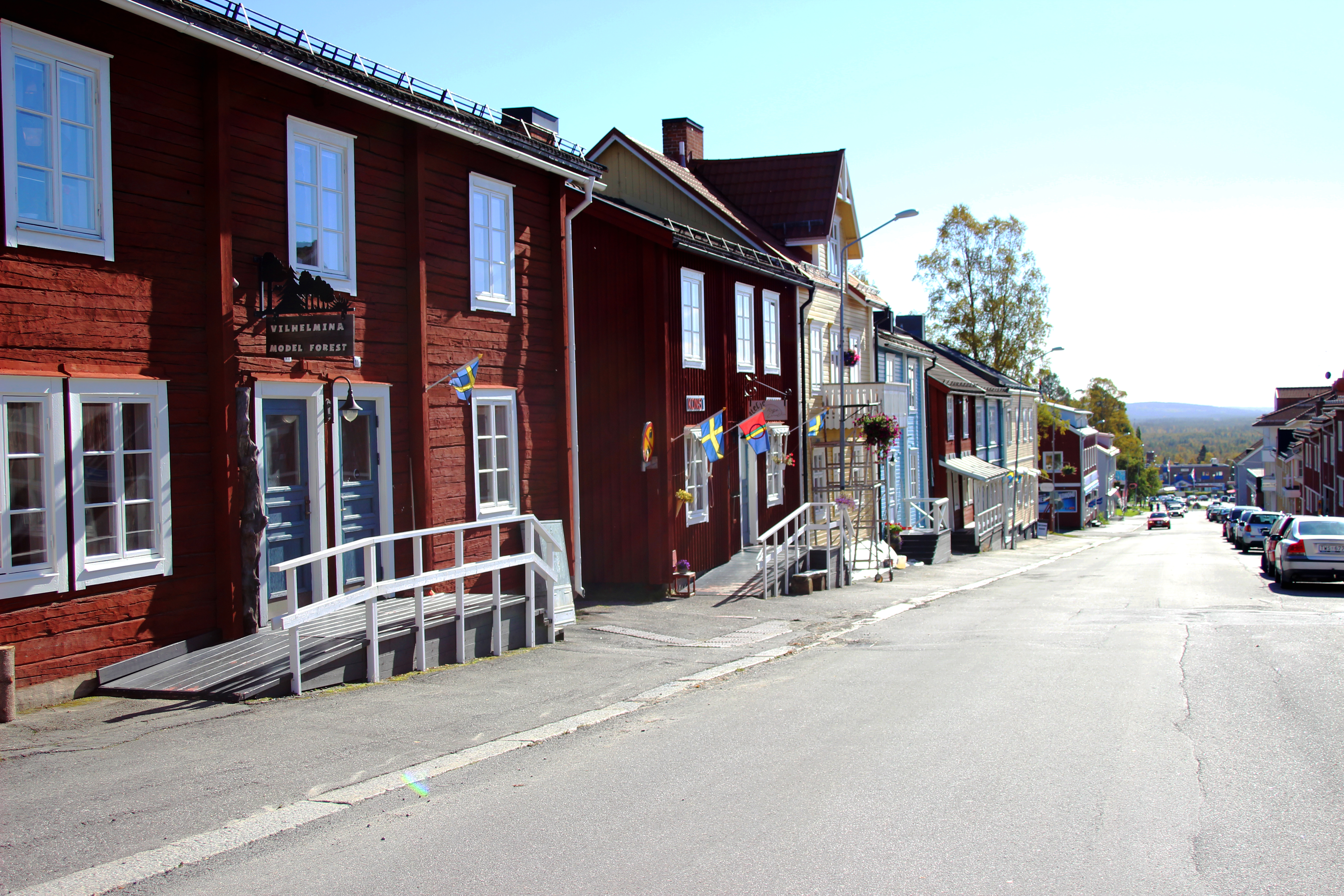
Kyrkstaden in Vilhelmina
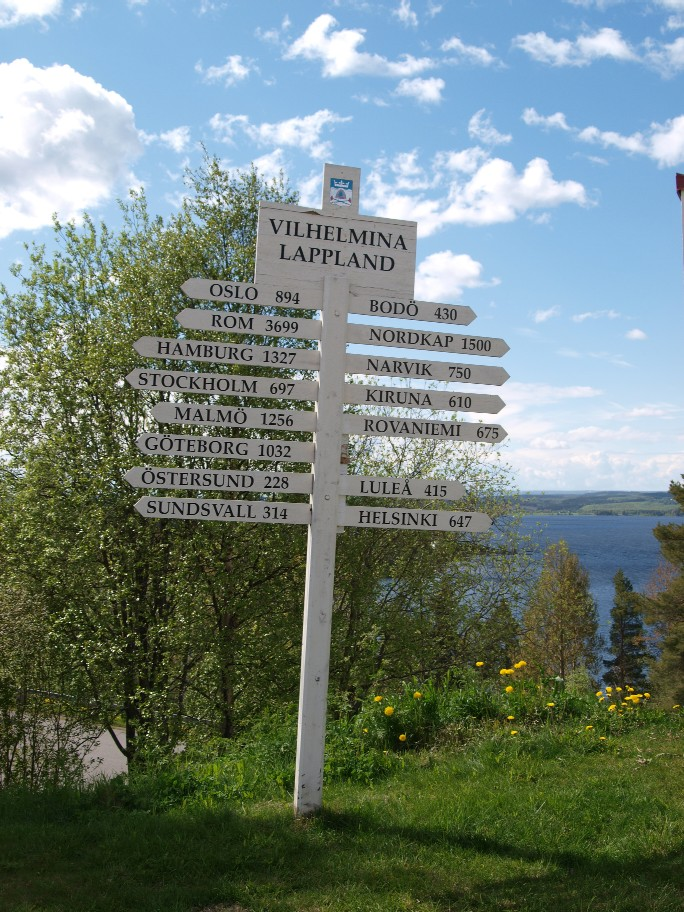
Entfernungen von Vilhelmina
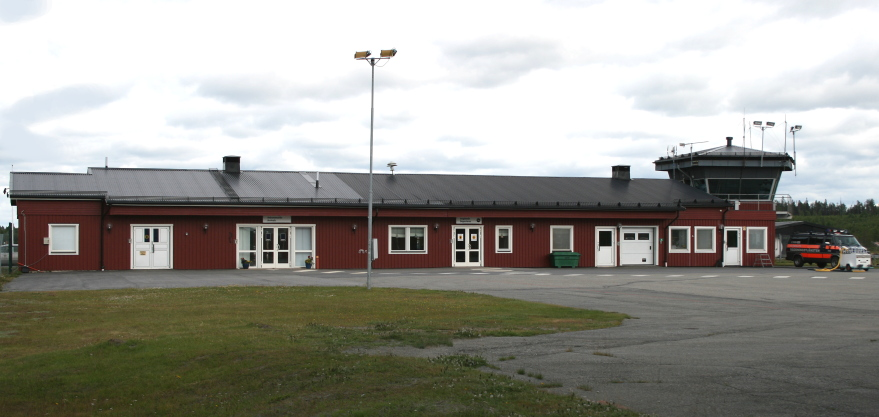
Flugplatz